# パオラ・ティラドス
パオラ・ティラドス・サンチェス（Paola Tirados Sánchez, 1980年1月14日 - ）は、スペイン、カナリア諸島ラス・パルマス・デ・グラン・カナリア出身のアーティスティックスイミング（シンクロナイズドスイミング）選手である。
2000年シドニーオリンピックのデュエット競技ではヘマ・メングアルとのペアで8位となった。
2度目のオリンピックとなった2004年アテネオリンピックでは再びヘマ・メングアルとのペアで4位、チーム競技でも4位とスペイン史上最高の成績を残した。
2008年北京オリンピックではチーム競技で銀メダルを獲得した。